# Vodní elektrárna Orlík
Vodní elektrárna Orlík je umístěna v levé části řeky u paty betonové hráze vodní nádrže Orlík na Vltavě. Do provozu byla uvedena v letech 1960–1961.

## Technické údaje

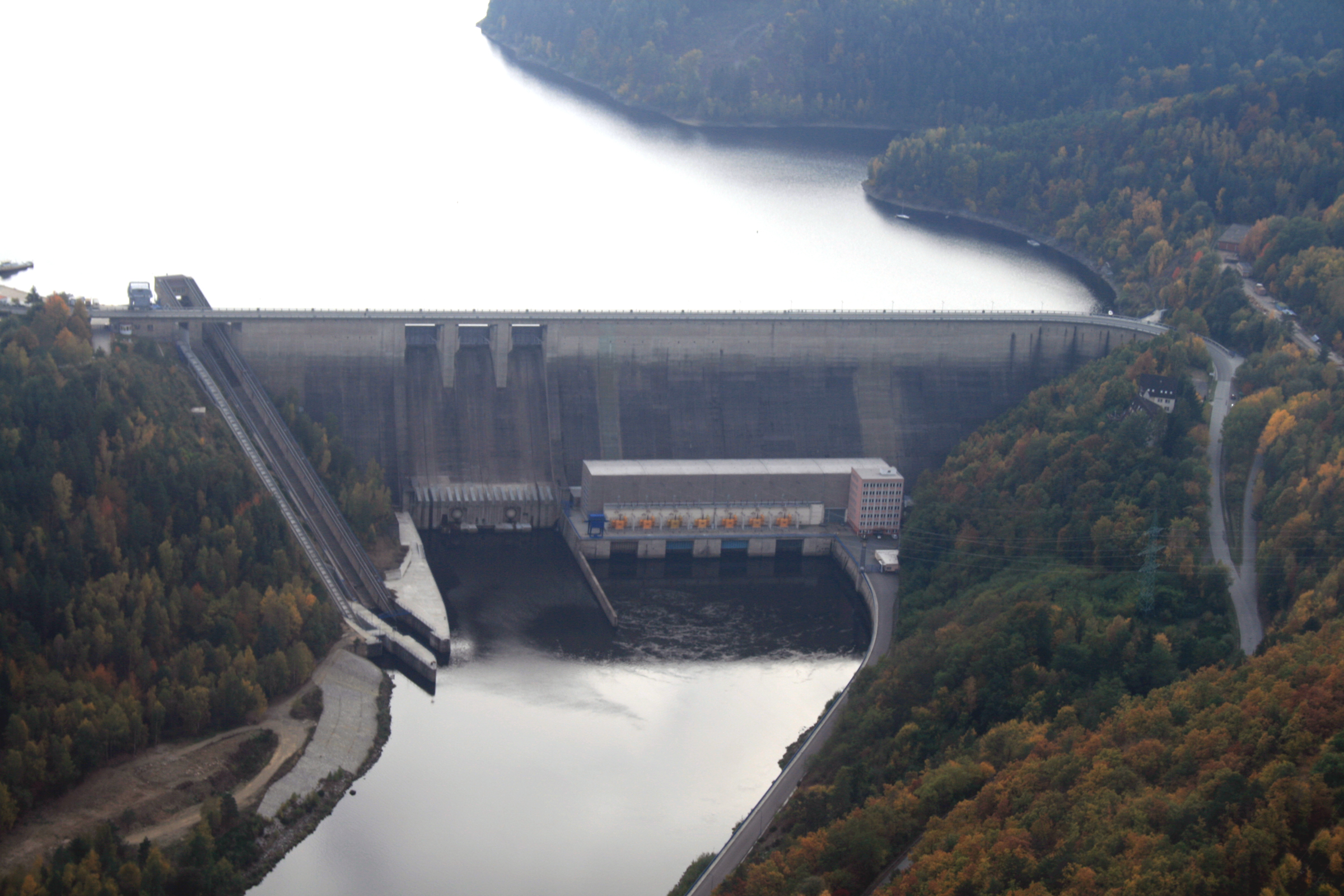
Hráz vodní nádrže Orlík, elektrárna je vpravo pod tělesem hráze

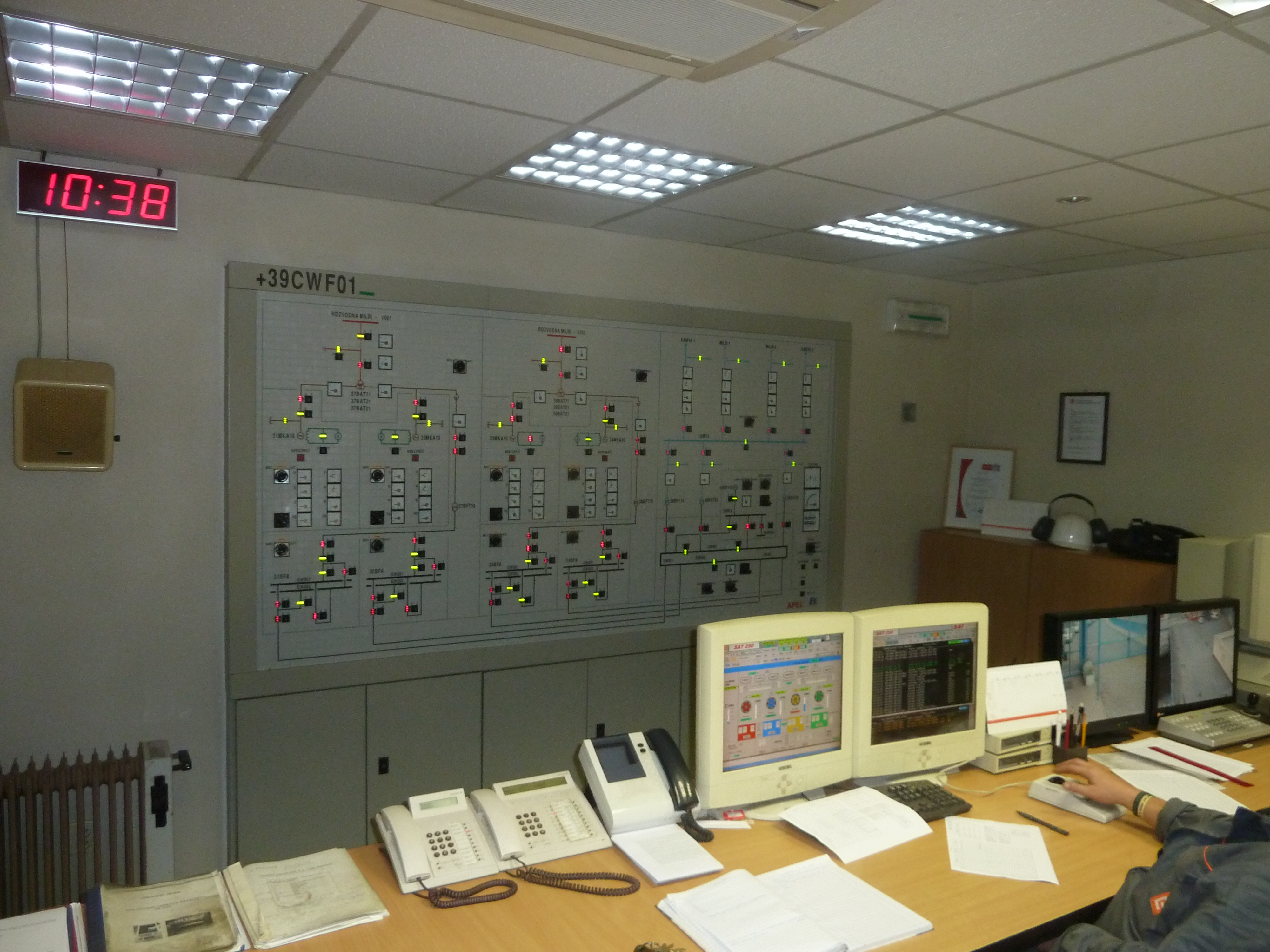
Řídící stanoviště vodní elektrárny Orlík

Elektrárna využívá vodní nádrž Orlík, která zadržuje 720 mil. m3 vody a je tak nejobjemnější akumulační nádrží v České republice. Hladina nádrže pokrývá 26 km2 a vzdouvá Vltavu v délce 70 km, Otavu v délce 22 km a Lužnici v délce 7 km od ústí.
Samotná elektrárna má rozměry 17×127,5 m a výšku 20 m. Voda je přiváděna na soustrojí čtyřmi ocelovými potrubími o průměru 6250 mm, zabetonovanými v hrázi. Vtok je vybaven rychlouzávěry a nouzovými hradidly. Uvnitř elektrárny jsou instalovány čtyři Kaplanovy turbíny, které slouží především k pokrytí špičkových odběrů elektřiny. Jedno desetilopatkové kolo Kaplanovy turbíny bylo na světové výstavě EXPO 58 v Bruselu oceněno zlatou medailí. Celkový instalovaný výkon čtyř Kaplanových turbín (každá 91 MW) činí 364 MW. Střední roční výroba elektrické energie představuje 398,1 GWh. Elektrická energie z generátorů o napětí 15 kV je transformována v šesti jednofázových jednotkách na napětí 220 kV a vyvedena dvěma vedeními V001 a V002 do rozvodny Milín. Najetí na plné zatížení je možné za 128 sekund, přičemž elektrárna je dálkově ovládána z centrálního dispečinku ve Štěchovicích.

## Zajímavosti
Odborník na vodní hospodářství doc. Ing. Ladislav Satrapa, CSc. z Fakulty stavební ČVUT v Praze uvedl, že se „celá investice do vodní elektrárny Orlík včetně přehrady zaplatila výrobou elektrické energie za 4 roky“.
Povodně v roce 2002 elektrárnu Orlík poničily. Svojí nečinností denně ztrácela miliony korun. Potřebovala velkou, ale přitom rychlou rekonstrukci. Vybraná firma byla pověřena dodávkami a rekonstrukcí silnoproudé i slaboproudé technologie, revizí rotorů u generátorů, a především výměnou vinutí statorů těchto generátorů za nové s moderním izolačním systémem.

## Modernizace na přečerpávací elektrárnu
V letech 2024 až 2030 proběhne modernizace elektrárny s tím, že z vodní elektrárny Orlík vznikne přečerpávací vodní elektrárna. Všechny čtyři Kaplanovy turbíny budou vyměněny za Francisovy turbíny s tím, že dvě z nich budou reverzní.